# Фолксваген Груп
Volkswagen Aktiengesellschaft (Акционерно дружество „Фолксваген“, съкр. VW AG, също Volkswagen Group) е германски концерн със седалище във Волфсбург.
Той е най-големият производител на автомобили в Европа и сред най-големите в света (след Toyota и General Motors). Има около 550 000 служители към 2012 г. Включва 342 компании, занимаващи се с производство на автомобили и съпътстващи продукти и свързани с това услуги.

## Корпоративна структура
Основните подразделения на групата Volkswagen са:
- Volkswagen (леки автомобили) – към 2015 г. е част от концерна, която се занимава с производството на леки автомобили; не е оформена като дъщерно акционерно общество, а се подчинява пряко на ръководството на Volkswagen AG.
- Audi – последната автомобилна марка от групата Auto Union, купена от Daimler-Benz през 1964 г.
- NSU Motorenwerke – купена е през 1969 г. и влиза в Audi Division. Като самостоятелна марка не се използва от 1977 г.
- SEAT – контролният пакет акции на компанията (53 %) е купена от държавата през 1986 г. От 1990 г. марката практически е собственост на концерна Volkswagen Group, притежаващ 99,99% от акциите на компанията.
- Škoda Auto – компанията е придобита през 1991 г.
- Volkswagen Commercial Vehicles (Volkswagen Nutzfahrzeuge) – била е част от Volkswagen AG, но през 1995 г., благодарение на усилията на Бернд Вайдеман, предишния председател на управлението на групата, става самостоятелно подразделение в състава на Volkswagen Group. Подразделението се занимава с производство на транспортни средства за търговията – микробуси, автобуси и влекачи.
- Bentley – компанията е купена през 1998 г. от британския концерн Vickers едновременно с Rolls-Royce, но Volkswagen не може самостоятелно да произвежда автомобили под тази марка, тъй като самата марка Bentley е продадена на компанията BMW.
- Bugatti – марката е купена през 1998 г.
- Lamborghini – компанията е придобита от дъщерната на Volkswagen компания Audi през 1998 г.
- Scania AB – контролният пакет акции на тази компании (70,94%) е придобит през 2009 г. Произвежда седлови влекачи, товарни коли и самосвали, автобуси и дизелови двигатели.
- MAN AG – контролният пакет акции на компанията (55,9%) е купен през 2011 г. Произвежда седлови влекачи, товарни коли и самосвали, автобуси, дизелови и хибридни двигатели.
- Porsche – 49,9% от компанията Porsche AG са купени през 2009 г. Към 2011 г. се е планирало сливане с майчинската Porsche SE с цел създаване на единна интегрирана автомобилна компания, но това не става, сливането на Porsche и Volkswagen е отложено за неопределен срок.[4] И накрая, през 2012 г. концернът Volkswagen приключва сделката по придобиване на компанията Porsche, което я прави 12-ата марка в състава на немската група. Сделката е приключена, след като Volkswagen придобива 50,1% от акциите на Porsche, което е коствало на концерна 4,49 милиарда евро и една негова обикновена акция.[5]

- Ducati Motor Holding S.p.A. е един от водещите производители на мотоциклети висш клас, купен от Audi AG, подразделение на Volkswagen Group, на 18.04.2012 г. от компанията Investindustrial SpA за $1,1 млрд.

- ItalDesign Giugiaro – италианската Lamborghini Holding, чиято майчинска компания е Audi AG, купува 90,1% от акциите на дизайнерското ателие през 2010 г. Audi AG, от своя страна, влиза в състава на Volkswagen Group. По този начин собственик на ателието фактически става Volkswagen. Останалата част от акциите принадлежат на семейството на един от основателите на ItalDesign, Джорджето Джуджаро.

Volkswagen Group е сред най-големите акционери на японската компания Suzuki Motor Corporation.
Също така към 2013 г. Volkswagen притежава руската търговска марка „Aleko“ (под която преди време се продаваше „Москвич“). Правото да използва марката (бранда) и всички негови емблеми са запазени за Volkswagen до 2021 г..
Volkswagen е прекратил ползването на следните марки:
- Auto Union
- DKW
- Horch
- NSU
- Wanderer

## Скандал с емисиите
На 22 септември 2015 г. VW AG призна, че в световен мащаб 11 милиона нейни автомобила с дизелови двигатели са били снабдени със софтуер, предназначен да заблуди при измерване на емисиите изгорели газове. Фирмата заяви, че са заделени 6,5 млрд. евро, за да се поправят последиците от този скандал. На 23 септември 2015 г., Мартин Винтеркорн (Martin Winterkorn) обяви оставката си от позицията на изпълнителен директор след кризисно заседание на борда на директорите на фирмата.